# Карпински манастир
Карпински манастир је православни средњовековни манастир, задужбина севастократора Дејана, зета српског цара Стефана Душана. Налази се у близини села Орах, поред Куманова.

## Историја
Манастир је основан у 14. веку и посвећен је Пресветој Богородици. Данашњи остаци потичу из прелаза 16. века у 17. век. То је у првом реду црква Успење Пресвете Богородице, око које је подигнут манастир.
Црква представља камену грађевину са три апсиде. У цркви постоје два слоја фресака. Старији је из доба градње цркве а новији је из 1892. године. Тада је манастир темељно обновљен. Новије фреске осликали су Петар и Атанас Николов из Велеса, и Јосиф Радевић из Лазаропоља. Из 16. века остала је очувана само једна фреска на западном зиду црквеног нартекса са мотивом Богородице Оранта. Црква чува вредан иконостас на којем се налазе 7 оригиналних икона из 1606 - 1607, које је насликао Зоограф Никола са ученицима.
Манастир је више пута преграђиван, и дограђиван. Имао је конаке, игуманов двор, економске зграде и звоник (овај данашњи је из 19. века.
Између 1860-1878. године радила је при манастиру српска народна школа. Манастир је затим преузела бугарска Егзархија, под своју управу. Био је то 1899. године једини манастир у њеним рука у Скопској епархији.
За време Другог светског рата 30. септембра 1944. године, конаци (ћелије за монахе) са северне и југозападне стране су запаљени и уништени од стране немачке војске, тако да је и данас делимично у рушевном стању.
Манастир Карпино био је важан центар средњовековне писмености у том крају. Ту су се преписивале књиге и описмењавало становништво. Оригинални манускрипти из Карпина (најпознатије је Карпинско јеванђеље) данас се чувају у музејима: Москве (Карпински јеванђеље), Софије и Београда.

## Галерија
- Скуп апостола икона из манастира Карпино
- Икона Богородице и Христа
- Карпинско јеванђеље
- Манастирска црква